# محوطه وره زرد ۲
محوطه وره زرد ۲ مربوط به کالکولیتیک تا سده‌های اولیه دوران‌های تاریخی پس از اسلام است و در شهرستان دره‌شهر، بخش مرکزی، دهستان ارمو، ۱/۳۵ کیلومتری شمال شرق روستای کله جوب سفلی واقع شده و این اثر در تاریخ ۲۶ دی ۱۳۸۶ با شمارهٔ ثبت ۲۰۶۴۶ به‌عنوان یکی از آثار ملی ایران به ثبت رسیده است.